# Ludovica De Caro
Ludovica Chiara De Caro (Milano, 23 ottobre 1986) è una doppiatrice italiana.

## Biografia
È figlia dell'attore e doppiatore Federico Danti e della speaker e dialoghista Benedetta Brugia, e nipote di Alfredo Danti. Frequenta il liceo artistico sperimentale di Brera e successivamente frequenta L'Università Cattolica del Sacro Cuore di Milano laureandosi in Linguaggi dei Media.  Dal 1997 al 2006 studia recitazione presso la scuola di teatro "Quelli di Grock". Nel 2006 frequenta il corso base di doppiaggio c/o DDE (Milano) e nel 2007 il corso avanzato di doppiaggio c/o Dream & Dream (Milano). 
Dal 2007 collabora con numerose case di doppiaggio milanesi come doppiatrice di film, telefilm, soap operas, cartoni animati, docu-reality. 
È voce protagonista e coprotagonista di alcuni film e di alcune note serie TV: in The crown 5 e The crown 6 doppia Elizabeth Debicki (Lady Diana Spencer); in Il racconto dell'ancella / The handmaid's tale doppia la protagonista, Elisabeth Moss (June Osborne).
È voce co-protagonista di alcune soap opera come "Una vita- Acacias 38"  in cui doppia Aria Bedmar (Camino Pasamar).
È inoltre voce protagonista di numerose serie e film Pokemon nel ruolo di Lucinda. 
Dall’età di 6 anni presta la voce per doppiaggio pubblicitario di telecomunicati e radiocomunicati nazionali, documentari, videogiochi (è voce protagonista di Mass Effect nel ruolo di Tali'Zorah vas Neema). Ha recitato in alcuni spettacoli teatrali ed in alcuni spot pubblicitari.

## Doppiaggio

### Film
- Pommelien Thijs in La famiglia Claus, La famiglia Claus 2, La famiglia Claus 3
- Anna Anisimova in Cate McCall - Il confine della verità
- Aqueela Zoll in Wrong Turn 6: Last Resort
- Maggie Grace in Annie Parker
- Emily Browning in L'estate all'improvviso

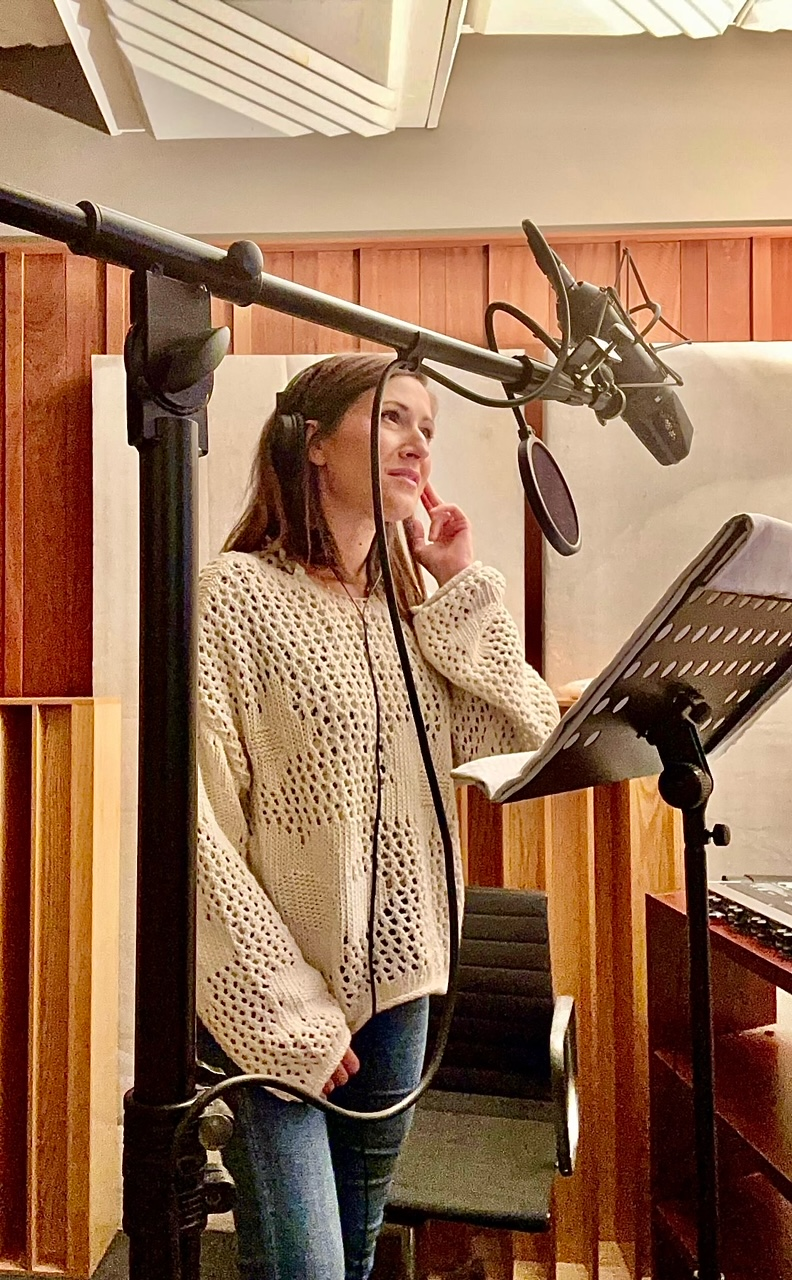

- Kirsten Prout in Radio Killer 3 - La corsa continua, Incubo nei social
- Fleur-Lise in La mia buona stella
- Samantha Kendrik in Giustizia imperfetta
- Tatiana Maslany in La missione di Clara Rinker
- Estella Young in DISconnected - La vita in un click
- Jurnee Smollett in The Great Debaters - Il potere della parola
- Sydney Imbeau in Io & Marley 2 - Il terribile
- Aimee Teegarden in Il richiamo della foresta 3D
- Molly Quinn in My One and Only
- Stephanie Honore in Mirror 2
- Kathryn Beck in These Final Hours - 12 ore alla fine
- Alexis Knapp in Grace - Posseduta
- Lea van Acken in Kreuzweg - Le stazioni della fede
- Sarah Lind in L'esorcismo di Molly Hartley
- Valentine Duval in Nannerl la sorella di Mozart
- Dielika Coulibay in Diamante nero
- Sophie Reynolds in Mostly Ghostly 3 - One Night in Doom House
- Sibo Mlambo in Honey 3
- Eleanor Tomlinson in Alleycats
- Iliana Zabeth in Mercenarie
- Saskia Rosendhal in We Are Young, We Are Strong
- Sarah Le Picard in Le cose che verranno
- Nikki SooHoo in Chalk It Up
- Jessica Lowndes in A Mother's Nightmare
- Christine Woods in Dean
- Krysten Ritter in The Hero - Una vita da eroe
- Berta Vázquez in Le leggi della termodinamica
- Thaila Ayala in Picchiarello - Il film
- Lorina Kamburova in Leatherface
- Hazal Subasi in Altri dieci giorni tra il bene e il male, Gli ultimi dieci giorni tra il bene e il male
- Kira Kosarin in I Thunderman - Il ritorno

### Film d'animazione
- Lucinda in Pokémon: Arceus e il Gioiello della Vita, Pokémon: Il re delle illusioni Zoroark, Pokémon: Cronache di Arceus
- Kaho Fujitani in La ragazza che saltava nel tempo
- Leena in Dolphin
- Carlita nella coppia di lungometraggi Il film Pokémon: Nero - Victini e Reshiram e Bianco - Victini e Zekrom
- Virizion in Il film Pokémon - Kyurem e il solenne spadaccino
- Meray in Il film Pokémon - Hoopa e lo scontro epocale
- Kimia in Il film Pokémon - Volcanion e la meraviglia meccanica
- Isa in Il film Pokémon - In ognuno di noi
- Janice Quatlane in Il professor Layton e l'eterna Diva
- Catania in Barbie Mariposa e la principessa delle fate
- Songbird Serenade in My Little Pony - Il film
- Ayako Mitsuzuri in Fate/stay night: Heaven's Feel - I. presage flower
- Donna guerriera in Goblin Slayer The Movie: Goblin’s Crown
- Loki in È sbagliato cercare di incontrare ragazze in un Dungeon? - Il film: La freccia di Orione
- Reiko, Akemi Miyano e Jodie Starling in Detective Conan: Episode "One" - Il detective rimpicciolito

### Film tv e serie televisive
- Kira Kosarin in I Thunderman, Una pazza crociera, Ho Ho Holiday Special, Sizzling Summer Camp, School of Rock
- Elizabeth Debicki in The Crown
- Ariane Labed in L'opera
- Elisabeth Moss in The Handmaid's Tale
- Jennifer Spence in Continuum
- Gaya Verneuil in Candice Renoir
- Andrea Brooks in Il ragazzo che gridava al lupo... Mannaro
- Mirka Vasilevic in Il commissario Nardone
- Morgane Polanski in Vikings
- Kiersey Clemons in Le pazze avventure di Bucket e Skinner
- Kiana Madeira in La mia babysitter è un vampiro
- Victory Van Tuyl in Super Ninja
- Taylor Parks in True Jackson, VP
- Anna Winters in Zac e Mia
- Marina Popovic in Grenseland terra di confine
- Ellen Ho in Tredici
- Lulu Antariksa in T@gged
- Andrea Brooks in Il ragazzo che gridava al lupo... Mannaro

### Soap opera e telenovelas
- Ivonne Schönherr in Lena - Amore della mia vita
- Aria Bedmar in Una vita
- Mayra Carolina Mendez Hernandez in Isa TVB
- Georgina Mollo in Rebelde Way

### Serie animate
- Lucinda in Pokémon Diamante e Perla: Lotte Galattiche, Pokémon Diamante e Perla: I Vincitori della Lega di Sinnoh, Pokémon Nero e Bianco: Destini Rivali, Pokémon: Serie Esplorazioni Master
- Solana in Pokémon Diamante e Perla: Battle Dimension
- Violetta in Pokémon: Serie XY
- Valerie in Pokémon: Serie XY - Esplorazioni a Kalos
- Sonia in Esplorazioni Pokémon
- Vari personaggi secondari in Pokémon
- Mollie in Orizzonti Pokémon: La serie
- Diantha in Evoluzioni Pokémon
- Lena in Bubble Bip
- Mao in Kilari
- Myreille Psychiokieus in Beyblade Metal Fusion
- Ozel in Slayers Revolution e Slayers Evolution-R
- Karen Ichijo in School Rumble
- Wakana in Shugo Chara! - La magia del cuore
- Flora in Claymore
- Chinami in Comic Party
- Mickey e Monaco in Casper - Scuola di paura
- Narratrice in Agi Bagi
- Julia Blaze in Inazuma Eleven GO
- Françoise Arnoul (Cyborg 003) in Cyborg 009
- Tayuya (ep.113), Tamaki e Ameno in Naruto Shippuden
- Ayako Mitsuzuri in Fate/stay night (Unlimited Blade Works)
- Miki Makimura in Devilman Crybaby
- Pak in Pokemon Sole e Luna
- Saho in A.I.C.O. Incarnation
- Mina in Team Jay
- Twyla in Topo Gigio
- Suguha Kirigaya in Sword Art Online (stagione 4)
- Juniper Montage in My Little Pony - Equestria Girls - Magical Movie Night
- Yoruichi Shihoin, Ururu Tsumugiya, Ryohei Toba e Ayame in Bleach
- Yukako Yamagishi, figlia di Naoko e Mika Hayamura in Così parlò Rohan Kishibe
- Fenneko in Aggretsuko (stagioni 2-3)
- Liu Shen Mi in Kuromukuro
- Akane in Kotaro abita da solo
- Rika Sasaki in Cardcaptor Sakura: Clear Card
- Loki in DanMachi
- Miranjo in Ranking of Kings
- Nobuo Takada in Jujutsu Kaisen
- Connie Lee e Minami Hokutozai in Dr. Stone
- Haji e Madame Yagami in Gintama
- Signora Fico/Signora Ficus in Il piccolo regno di Ben e Holly
- Marguerit Farom in The Legendary Hero Is Dead!
- Luna in I Got a Cheat Skill in Another World and Became Unrivaled in the Real World, Too
- Moglie di Chen Bin in Link Click
- Misty Brightdawn in My Little Pony - Ritrova la tua magia
- Rain in That Time I Got Reincarnated as a Slime
- Madre di Trafalgar Law in One Piece (ep. 701)

### Videogiochi
- Fiora in League of Legends (2009)
- Tali'Zorah in Mass Effect 2 (2010) e Mass Effect 3 (2012)
- Aveline de Grandprè in Assassin's Creed III: Liberation (2012)[1], Assassin's Creed IV: Black Flag (2013)[2]
- Infinity System in Halo 4 (2012)[3]
- Zoe Baker in Resident Evil 7: Biohazard (2017)
- Personaggi vari in Horizon Zero Dawn (2017)
- Olga in Metro Exodus (2019)
- Sarah Whitaker in Days Gone (2019)[4]
- Lucy Thackery in Cyberpunk 2077 (2020)[5]
- Joshi, Ruby, Lother, Polly in New World (2021)[6]
- Conduttrice e Dmon in Overwatch 2 (2022)[7]
- Professoressa Allium e Imelda Reyes in Hogwarts Legacy (2023)
- Rin in Assassin's Credd Shadows (2025) [8]